# 菅野和夫
菅野 和夫（すげの かずお、1943年3月31日 - ）は、日本の法学者。専門は労働法。東京大学名誉教授。日本学士院会員、文化功労者。労働政策審議会会長、中央労働委員会会長などを歴任。

## 経歴
経歴は以下の通り。
- 1943年03月 - 福島県出身
- 1965年0 - 司法試験第二次試験合格
- 1966年03月 - 東京大学法学部第1類（私法コース）卒業[3]
- 1968年04月 - 最高裁判所司法研修所司法修習修了 東京大学法学部助手
- 1971年05月 - 東京大学法学部助教授
- 1980年11月 - 東京大学法学部教授
- 2002年04月 - 東京大学大学院法学政治学研究科・法学部長（2004年3月まで）
- 2004年03月 - 東京大学定年退職
- 2004年04月 - 明治大学大学院法務研究科教授
- 2004年06月 - 東京大学名誉教授
- 2005年04月 - 労働政策審議会会長
- 2006年11月 - 中央労働委員会会長
- 2008年12月 - 日本学士院会員
- 2010年 - 明治大学退職
- 2013年01月 - 中央労働委員会会長退任
- 2013年04月 - 独立行政法人労働政策研究・研修機構理事長
- 2013年04月 - 瑞宝重光章受章[4]
- 2024年11月 - 文化功労者[5]

## 主な著書
- 『争議行為と損害賠償』（東京大学出版会、1978年）
- 『演習労働法』（小西国友との共著）（有斐閣、1983年）
- 『セミナー労働時間法の焦点』（共著）（有斐閣、ジュリスト842 - 853号、1985年）
- 『新労働時間法のすべて』（共著）（有斐閣、ジュリスト917号、1988年）
- 『判例に学ぶ雇用関係の法理』（共著）（総合労働研究所、1994年）
- 『職業生活と法』（共著）（岩波書店、1998年）
- 『新雇用社会の法』（有斐閣、2002年）
- 『詳説労働契約法』（共著、弘文堂、2008年）
- 『ケースブック労働法[第5版]』（共著、弘文堂、2009年）
- 『労働法［第12版］』（弘文堂、2019年11月）

## 門下生
- 山川隆一 - 東京大学教授
- 荒木尚志 - 東京大学教授
- 岩村正彦 - 東京大学教授
- 水町勇一郎 - 東京大学教授
- 和田肇 - 名古屋大学教授
- 大内伸哉 - 神戸大学教授
- 野田進 - 九州大学教授
- 野川忍 - 明治大学教授
- 森戸英幸 - 慶応大学教授
- 土田道夫 - 同志社大学教授

## 記念論文集
- 荒木尚志・岩村正彦・山川隆一編『労働法学の展望 -- 菅野和夫先生古稀記念論集』（有斐閣，2013年）